# توسكارورا
توسكارورا (بالإنجليزية: Tuscarora)‏ («جامعو القنب» أو «مرتدو القمصان») هي قبيلة من الأمريكيين الأصليين وإحدى عصب الأمم الأولى من عائلة لغات الإيروكوا، وأفرادها حاليًا موجودون في ولاية كارولينا الشمالية ونيويورك وفي كندا. واتحدوا كشعب في منطقة البحيرات العظمى، في نفس زمن صعود الأمم الخمسة من اتحاد الايروكوا التاريخي، وكان مقرهم في منطقة ولاية نيويورك الحالية.
قبل وصول الأوروبيين إلى أمريكا الشمالية، هاجر هنود توسكارورا جنوبا واستقروا في المنطقة التي تعرف الآن باسم كارولينا الشرقية. وهم الأكثر عددًا بين السكان الأصليين في المنطقة، وكانوا يعيشون على طول أنهار روانوك، ونيوس، وتار (تورهونتا أو نارهونتيس)، وبامليكو. وقابلوا المستكشفين الأوروبيين والمستوطنين في مستعمرات كارولينا الشمالية وفيرجينيا.
خاض التوسكارورا الحروب في القرن الثامن عشر بين عامي 1711-1713 (عرفت باسم حرب توسكارورا) ضد المستعمرين الإنجليز وحلفائهم الهنود، ورحل معظم الباقين من التوسكارورا من كارولينا الشمالية وهاجروا شمالا إلى ولاية بنسلفانيا ونيويورك، على فترة 90 عاما. دخلوا مع الايروكوا في نيويورك، بسبب صلاتهم لغوية والثقافية مع أجدادهم. تم قبولهم بوصفهم الأمة السادسة في اتحاد الإيروكوا عام 1722 وذلك برعاية قبيلة أونيدا. بعد الثورة الأميركية، التي تحالفوا فيها هم وأونيدا مع المستعمرين، اشتركوا في محمية مع أونيدا قبل منحهم محمية خاصة. أمة توسكارورا في نيويورك معترف بها اتحاديا.
تم توطين قبائل التوسكارورا التي تحالفت مع البريطانيين في الثورة الأميركية مع قبائل الإيروكوا الأخرى في أونتاريو الحالية، حيث أصبحوا جزءا من الأمم الستة على غراند ريفر. وحدها القبائل في نيويورك وأونتاريو معترف بها رسميا من قبل حكوماتها الوطنية. بعد انتهاء الهجرة في أوائل القرن الثامن عشر، لم يعد التوسكارورا في نيويورك يعتبرون الباقين في كارولينا الشمالية من أفراد القبيلة. في أواخر القرن العشرين، كون الباقون في كارولينا الشمالية جماعات عرفت باسم توسكارورا. اعتبارا من عام 2010، اتحدت عدة جماعات من مقاطعة روبسون على أساس مؤقت باسم مجلس أمة توسكارورا.